# Siewierscy herbu Ogończyk

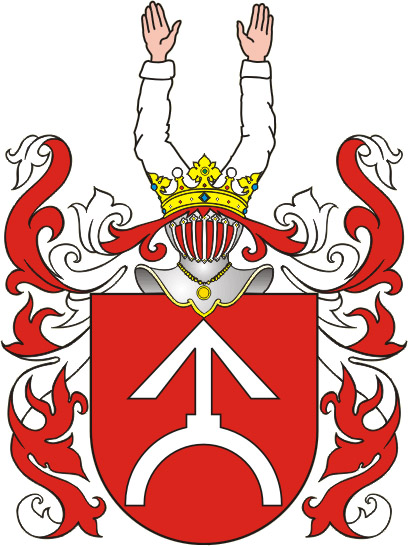
Ogończyk

Siewierscy herbu Ogończyk – polski ród szlachecki wywodzący się z miejscowości Siewiersk na Kujawach w województwie brzesko-kujawskim. Niektóre herbarze podają miejscowość Siewierz jednakże takowej nie ma w Słowniku Geograficznym Królestwa Polskiego.
Niektórzy (nie-herbowi) Siewierscy przybrali nazwisko, jako poddani Księstwa Siewierskiego, które było udzielną i dziedziczną własnością biskupów krakowskich. Ta grupa Siewierskich wywodzi się przede wszystkim ze Śląska i Małopolski. Brak pokrewieństwa z Siewierskimi herbu Ogończyk.

## Historia
W XVI wieku część Siewierskich opuściła Kujawy, osiedlając się na ziemi wieluńskiej w województwie sieradzkim, a pod koniec XVII wieku na terenach dzisiejszego województwa podkarpackiego. Siewierscy, bądź poszczególni przedstawiciele rodu byli właścicielami różnych wsi i miejscowości między innymi takich jak: Smolice, Olszowa, Wierzbie, Siewiersk, Jarantowice, Sieroszewo, Zakrzewek, Młodawin, Parzynów, część Rogożewa, Otmianowo, Boniewo, Kaniewo, Zbijewo.
W XVI wieku pod wpływem Reformacji niektórzy Siewierscy przechodzą na protestantyzm, Jan Siewierski dziedzic Boniewa na kalwinizm natomiast Stanisław Siewierski starosta ostrzeszowski i właściciel Smolic na luteranizm. Podczas pogrzebu Stanisława Siewierskiego mowę wygłosił sławny Samuel Dambrowski.
Siewierscy pełnili wiele urzędów ziemskich głównie w XVII wieku, najważniejszy spośród nich urząd senatorski osiągnął Stanisław Siewierski(zm. 1558) kasztelan konarski kujawski 1537–1556 i kasztelan kruszwicki 1556–1557.
Siewierscy zostali wylegitymowani ze szlachectwa w Królestwie Polskim w latach 1836–1861 oraz potwierdzono ich szlachectwo w Poczcie szlachty galicyjskiej i bukowińskiej – Siewierscy Antoni, Stanisław, Jan, Konstanty szlachectwo potwierdzone przez przemyski sąd ziemski w 1782 roku.

## Przedstawiciele rodu
- Andrzej Siewierski – starosta ostrzeszowski, poseł na sejm, elektor Władysława IV Wazy
- Andrzej Siewierski – łowczy brzesko-kujawski, poseł na sejm, elektor i dworzanin Jana Kazimierza, deputat do Trybunału Skarbowego Koronnego
- Stanisław Siewierski – starosta ostrzeszowski
- Stanisław Siewierski (zm. 1558) – senator, kasztelan konarski kujawski, kasztelan kruszwicki
- Michał Siewierski – podczaszy brzesko-kujawski, elektor Władysława IV Wazy
- Wojciech Siewierski – poseł na sejm, skarbnik inowrocławski, podczaszy brzesko-kujawski, elektor Władysława IV Wazy
- Franciszek Siewierski – jezuita, rektor kolegium w Łucku i Krośnie
- Kazimierz Siewierski – cześnik wieluński
- Jan Adam Siewierski – skarbnik ostrzeszowski, cześnik ostrzeszowski
- Stanisław Siewierski – komornik wieluński, elektor Władysława IV Wazy
- Jan Siewierski – kanonik uniejowski
- Stanisław Siewierski – wicerotmistrz chorągwi Stanisława Potockiego

## Współcześni wybitni potomkowie rodu
- Mieczysław Siewierski (1900–1981) – profesor, prawnik, specjalista prawa karnego, W 1946 jako prokurator Najwyższego Trybunału Narodowego występował jako oskarżyciel w procesie Arthura Greisera.

- Mikołaj Kwiryn Siewierski (1876–1953) – Dyrektor Generalny i Prezes Głównego Urzędu Ceł II RP (1926–1939), szambelan papieski
- Lucjan Emilian Siewierski, działacz PPS Frakcji Rewolucyjnej, zesłaniec syberyjski, naczelnik wydziału w Ministerstwie Skarbu II RP

- Andrzej Witold Siewierski (ur. 1930), dwudziestowieczny kronikarz rodu
- Jerzy Kwiryn Siewierski (1932–2000), literat autor powieści kryminalnych, SF i opowiadań grozy, scenarzysta. filmowy, wolnomularz
- Voytek Siewierski[20] (Wojciech Kwiryn), dyplomata, prezes i wiceprezes w. korporacjach międzynarodowych, m.in. w NTT DoCoMo w Japonii, I MItsui & Co. w Stanach Zjednoczonych, venture kapitalista w Dolinie Krzemowej w Kalifornii i w Polsce. Wprowadził liczne startupy technologiczne na giełdy NASDAQ i NYSE.